# 国際空手連盟
国際空手連盟（こくさいからてれんめい、The International Karate Federation, IKF）はアメリカハワイ州に本部がある伝統派空手団体。空手のアメリカ代表チームの8割はこの所属という驚異的な実力を持つ。小高忠三が主宰した。
基本よりもそれの土台にあたる基礎（体力、バランス感覚、柔軟性等）をみっちりと行う独自の稽古体系を持ち、様々なアイデアを凝らした練習方法は有名である。古武道の形も教えている。インストラクターは世界チャンピオンであるエリサ・アウ（Elisa Au)や、ジョージ・コタカ(George Kotaka)をはじめ、アメリカを代表とする選手が門下生に世界の技術を伝授している。それ以外にもエイミー・クリタ、マサカズ・クリタの栗田兄妹や、ケント・ホリ、セーラ・ホリの堀兄妹が有名である。

## 戦績
全米大会、'AAU National'では毎年総合金メダル数1位になっている。
2007年は総合95個の金メダルを取り、全米1位になった。それ以外にもシャノン・西選手、ロバート・リィズメイヤー選手共に形の最優秀賞を受賞した。
ジョージ・コタカ第18回WKF組手65Kg級世界チャンピオン
エイミー・クリタ2007年Pan American Championships形組手共に一位